# Pronous peje
Pronous peje är en spindelart som beskrevs av Levi 1995. Pronous peje ingår i släktet Pronous och familjen hjulspindlar. Inga underarter finns listade i Catalogue of Life.